# Paraphylax nimbipennis
Paraphylax nimbipennis là một loài tò vò trong họ Ichneumonidae.